# Amintore Fanfani
Amintore Fanfani (Pieve Santo Stefano, 6 de Fevereiro de 1908 — Roma, 20 de Novembro de 1999) foi um político e estadista italiano tendo sido o 32.º primeiro-ministro da Itália e exercendo cinco mandatos separados. Fanfani foi um dos políticos italianos mais conhecidos após a Segunda Guerra Mundial e uma figura histórica da facção de esquerda da Democracia Cristã. Fanfani também é considerado um dos fundadores da moderna centro-esquerda italiana.

## Carreira
Começando como um protegido de Alcide De Gasperi, Fanfani alcançou o posto de gabinete ainda jovem e ocupou todos os principais cargos do Estado ao longo de uma carreira política de quarenta anos. Na política externa, foi um dos maiores defensores da integração europeia e estreitou relações com o mundo árabe. Na política interna, ele era conhecido por sua cooperação com o Partido Socialista Italiano, que trouxe para uma aliança que renovou radicalmente o país, graças a inúmeras reformas, incluindo a nacionalização da Enel, a extensão da escolaridade obrigatória e a introdução da um sistema tributário mais progressivo. 
Fanfani ocupou vários cargos ministeriais, incluindo Ministro do Interior, Ministro das Relações Exteriores, Ministro do Trabalho, Ministro da Agricultura e Ministro do Orçamento e Planejamento Econômico. Também foi presidente do Senado italiano por três mandatos entre 1968 e 1987. Foi nomeado senador vitalício em 1972. Seis anos depois, após a renúncia de Giovanni Leone, assumiu provisoriamente as funções de Presidente da República como presidente do Câmara Alta do Parlamento, até a eleição de Sandro Pertini. No entanto, apesar da sua longa experiência política e prestígio pessoal, Fanfani nunca conseguiu ser eleito chefe de estado.
Fanfani e o líder liberal de longa data Giovanni Giolitti ainda detêm o recorde de ser os únicos estadistas a terem servido como primeiro-ministro da Itália em cinco períodos não consecutivos de mandato. Fanafni era por vezes apelidado de "cavallo di razza" ("cavalo de raça pura"), graças à sua habilidade política inata; no entanto, seus detratores simplesmente o chamaram de "Pônei", devido ao seu pequeno tamanho.
Recebeu o Doutoramento Honoris Causa da Universidade de Coimbra em 1982.